# Juan Octavio Prenz
Juan Octavio Prenz (Ensenada, 25 luglio 1932 – Trieste, 14 novembre 2019) è stato uno scrittore, poeta e filologo argentino.

## Biografia
Di origini croate e istriane, nacque nel 1932 a Ensenada e studiò all'università della città natale fino al 1962. Insegnò filologia ispanica all'Università di Belgrado.
Tornato in Argentina, nel 1975 fu costretto a lasciare il paese e dal 1979 insegnò Letteratura Spagnola moderna e contemporanea all'Università di Trieste. Fu docente anche all'Università di Lubiana e a quella di Venezia.
Nel corso della sua carriera pubblicò otto raccolte di poesia, racconti e romanzi oltre a saggi sulla letteratura spagnola e traduzioni dal serbo e dallo sloveno.
Tra i riconoscimenti ottenuti, l'ultimo, in ordine di tempo, è stato il Premio Nonino nel 2019.
Prenz è morto a Trieste il 14 novembre 2019 all'età di 87 anni.

## Opere tradotte in italiano

### Poesia
- Antologia poetica (Antología poética, 1996), Trieste, Hammerle, 2006 ISBN 88-87678-49-9.
- Figure di prua, Milano, La nave di Teseo, 2019 traduzione di Betina Lilian Prenz ISBN 978-88-93448-57-4.

### Narrativa
- La favola di Innocenzo Onesto, il decapitato (Fabula de Inocencio Onesto el degollado, 1990), Venezia, Marsilio, 2001 traduzione di Alberto Princis ISBN 88-317-7738-6.
- Il signor Kreck (El señor Kreck, 2006), Parma, Diabasis, 2014 traduzione di Betina Lilian Prenz ISBN 978-88-8103-805-3. Nuova ed. Milano, La nave di Teseo, 2019 traduzione di Betina Lilian Prenz ISBN 978-88-93448-55-0.
- Solo gli alberi hanno radici (Sólo los árboles tienen raíces, 2013), Milano, La nave di Teseo, 2017 traduzione di Betina Lilian Prenz ISBN 978-88-93443-20-3.

## Premi e riconoscimenti
- Premio Casa de las Américas: 1992 per La Santa Pinta de la Niña Maria
- Premio Calabria: 2001 per La favola di Innocenzo Onesto, il decapitato
- Premio Internazionale Nonino: 2019 per Solo gli alberi hanno radici